# Гулево (Калузька область)
Гулево (рос. Гулево) — присілок в Перемишльському районі Калузької області Російської Федерації.
Населення становить 36 осіб. Входить до складу муніципального утворення Село Макарово.

## Історія
Від 2004 року входить до складу муніципального утворення Село Макарово

## Населення
| 2002 | 2010 |
| ---- | ---- |
| 29   | ↗36  |